# Max (artista)
Francesc Capdevila (Barcelona, 17 de septiembre de 1956), más conocido como Max, es un artista español, con una extensa carrera en la que ha abordado prácticamente todos los campos de la actividad gráfica: ilustración, diseño e historieta.
Es, sobre todo, una de las más importantes figuras del cómic español y uno de sus pocos clásicos que aún continúa en activo. Desde sus comienzos, cuando creó a personajes tan populares como Gustavo o Peter Pank, Bardín y más recientemente el diablo cuentacuentos, más reflexivo pero igualmente rebelde, Max ha desplegado un repertorio gráfico y narrativo capaz de moverse en todos los registros y géneros. Con su línea clara, deudora de la tradición valenciana, y su dominio del medio, cuenta historias humorísticas, airadas, tristes, surrealistas; siempre con una inusitada sensibilidad y una patente voluntad de ruptura y experimentación.

## Biografía

### Infancia y juventud
Francesc Capdevila Gisbert nació en Barcelona el 17 de septiembre de 1956. Sus lecturas iniciales estuvieron dominadas por las publicaciones de la Editorial Bruguera, junto a títulos como TBO, Pumby y Jaimito. Más tarde conoció clásicos estadounidenses como Flash Gordon y The Phantom y, ya en la juventud, los álbumes de Asterix y Tintín.
En 1973 se unió al grupo El Rrollo (al que pertenecieron, entre otros, Nazario y Javier Mariscal), publicando sus primeras historietas en el fanzine contracultural El Rrollo Enmascarado, primero de su índole en España, el cual también se encargaría de vender por las calles de Barcelona, actividad que no tardó en llevarles a juicio. Este percance, lejos de frenar a su pléyade, estimuló las ansias revolucionarias de aquel plantel de subversivos; Max acababa de descubrir el cómic underground, en especial la obra de Robert Crumb, que se convirtió en su primera gran influencia.
Fue publicando en revistas satíricas como Mata Ratos, en 1974, en prensa alternativa como Star, en 1975, en fanzines (Baladas urbanas, Muérdago, Rock Comix y otros) o en lanzamientos de carácter reivindicativo, como los del Colectivo Butifarra en 1977.
Ingresó en la Facultad de Bellas Artes, donde coincidió con Pere Joan, con el objetivo de convertirse en pintor; sin embargo, finalmente, se sintió más atraído por las capacidades narrativas de la historieta, hacia donde terminó decantando su carrera.

### La profesionalización
En 1979 se fundó El Víbora y Max formó parte del equipo artístico fundador. Utilizó a un personaje que había creado anteriormente, Gustavo (comprometido, ecologista y antisistema) y, en 1983, a Peter Pank (parodiando tanto a la obra de animación de Walt Disney como a las tribus urbanas).
En 1984 se trasladó a vivir a Mallorca, de donde es natural su esposa, coincidiendo con el nacimiento de su hija. Es en ese año cuando publicó El carnaval de los ciervos, que supuso un importante cambio estético y temático. A nivel gráfico su nueva influencia fue Yves Chaland; a nivel narrativo, constituyó su primera incursión en temas mitológicos y fantásticos, habituales en su obra.
A esta obra le seguirían, continuando dicho camino, La muerte húmeda, El beso secreto y El canto del gallo, realizada en colaboración con Santiago Auserón para adaptar la canción del mismo nombre del grupo musical de éste, Radio Futura; es en esta última donde empieza a ser visible otra de las influencias de Max, el ilustrador belga Ever Meulen.Con Mujeres fatales, publicada en 1989, trabajó directamente para el mercado francés, lo cual le supuso como ventajas una mayor profesionalización y unos honorarios más elevados; sin embargo, las exigencias editoriales constreñían su trabajo creativo. Tras esta, realizó otras obras de encargo: El jugador de los Dioses, para la Fundación V Centenario y su primera incursión en la prensa para El País en sus suplementos en el El Pequeño País :"La biblioteca de Turpín y para El País de las Tentaciones :Alicia en el País Virtual

### La ilustración
En la ilustración y el diseño. el trabajo de Max es amplísimo, abarca carteles, libros, revistas y discos. Entre sus trabajos más importantes destacan dos portadas para la revista The New Yorker en (1995) notivo navideño y (1997), el diseño de un reloj Swatch (1997), la creación de la mascota del centenario del Fútbol Club Barcelona (1998) o El Pequeño Larousse 2007 (ilustra la portada y todas las cabeceras alfabéticas).
También ha realizado un corto de animación de la serie Microfilm (Canal Cinemanía, 1999), que fue premiado con un Launs en el 2000 y varios videoclips uno para Radio futura y entre enero de 2008 y septiembre de 2014 Max produjo 349 dibujos para Sillón de orejas cuyo motivo casi siempre son los libros, columna que Manuel Rodríguez Rivero escribe semanalmente sobre los mundos del libro suplemento cultural Babelia de El País

### Nosotros somos los muertos
Fue en 1993, ya bastante alejado de la industria cuando creó la historieta Nosotros somos los muertos, una dura historia sobre la guerra en los Balcanes. Autopublicada como un fanzine fotocopiado y vendido en el Saló del Còmic de Barcelona se convirtió en el germen de la revista homónima (también conocida por sus siglas, NSLM) en que, desde entonces y hasta su último número en 2007, Max y Pere Joan editaron des de Palma de Mallorca, sobrevivió gracias a algunas coediciones (con Sinsentido, con Veleta) para situarse como uno de los títulos sobre historieta e ilustración de vanguardia más reputados de Europa
2005 vio publicada una adaptación del capítulo 26 de El Quijote en la obra colectiva Lanza en astillero.
En 2006 crea al personaje Bardín, utilizado en distintos formatos y publicaciones (en este aspecto, existe cierta influencia de Chris Ware, aunque con toques de la escuela Bruguera) que permite a un Max ya libre de imposiciones editoriales experimentar y dar rienda suelta a sus inquietudes.
2008 la muestra Hipnotopía, que recoge parte de sus ilustraciones y en 2012 la exposición 'Max. Panóptica 1973-2011 o visión total de 40 años de trabajo con muy distintas etapas y facetas que en ella puede seguirse el hilo conductor que ha guiado toda su obra. Organizada por el Instituto Cervantes con la colaboración del Institut Ramon Llull, recorre diversas sedes por el mundo, la exposición fue producida en su día por el Museo Valenciano de la Ilustración y la Modernidad (MuVIM, Diputación Provincial de Valencia). Pudo verse el año 2011 en Valencia (MuVIM) y en México D.F. (Centro Cultural de España).
En septiembre del 2011 estrena "El hombre duerme el fantasma no" el blog donde empieza a mostrar sus ilustraciones y novedades
En octubre de 2012 después de casi tres años edita "Vapor" y el "blog de vapor" este blog explora el proceso creativo del libro, desde los orígenes de la idea hasta su acabado visual, incluyendo reflexiones y descubrimientos que han ido surgiendo al hilo del trabajo.
En el estand de EL PAÍS de Arco incrusta Paseo astral, una la historieta de 46 páginas que luego es publicada.

## Obra y estilo
Max es uno de los pocos historietistas españoles que surgieron a mediados de los 70 que aún continua en activo. Durante esta larga trayectoria su estilo ha sufrido una constante evolución. El propio autor ha confirmado la influencia que otros artistas han ejercido sobre él en diversas fases de su carrera (los más importantes, cronológicamente, Robert Crumb, Yves Chaland y Ever Meulen). 

(...)Ha pasado que descubro a Chaland, y el flash es tan fuerte como el que tuve con Crumb al principio. Me tenía que poner con el pincel. Y al trabajar con pincel la linea cambia. Es también la ruptura total con el estilo crumbiano, pasando a un estilo europeo.(...)ya estaba con la mosca detrás de la oreja, pensando en dar un salto hacia otro sitio: lo de Ever Meulen me volvió a deslumbrar y empecé a aprender de él. Está bastante más allá de cualquier otro ilustrador europeo.

Este camino de experimentación se ha acentuado más en los últimos años, en que, ya libre de imposiciones editoriales externas, puede actuar con total libertad creativa. Ejemplos de esto son la creación de la revista Nosotros somos los muertos, que codirige junto a Pere Joan y que acoge a otros artistas con inquietudes similares a las suyas, y la creación de su último personaje, Bardín, que le sirve para mezclar todo tipo de temas y estéticas (humor, reflexiones filosóficas) al tiempo que su publicación es totalmente anárquica (mezclando formatos y soportes).
Jesús Cuadrado también ha destacado su "descomunal capacidad para el desglose".
En el campo de la ilustración, especialmente para libros infantiles, sí existe un estilo gráfico reconocible que Max ha mantenido a lo largo de los años, siendo este, además, de corte más clásico que sus trabajos en el campo de la historieta.

## Premios
Su obra ha sido reconocida tanto fuera como dentro de España, ganando múltiples galardones en el Saló del Còmic de Barcelona con obras como Licantropunk (Mejor Obra, 1988), Como perros! (Mejor Obra, 1996) o El prolongado sueño del Sr. T (Mejor Guion, 1998), y el Gran Premio del Saló en el 2000 en reconocimiento a su carrera. Este último fue motivo de controversia, pues aunque Max es un autor con una extensa bibliografía a sus espaldas todavía le queda muchísimo que contar. Su obra continúa evolucionando, planteando nuevas propuestas y abriendo nuevos caminos. En la edición de 2007 consiguió un triplete de premios, al ganar Bardín, el superrealista los galardones a la mejor obra y mejor guion, también el Ministerio de Cultura le concedió le fue otorgado el primer Premio Nacional de Cómic
Sus ilustraciones le han valido diversos premios en 1997 recibió el Premio Nacional de Ilustración Infantil y Juvenil por su trabajo en el libro L'ultima moday un premio Junceda en 2004.

### Historieta
- El Capital de Karl Max, junto a Paco Mir, Pastanaga Edicions, Los tebeoslibres (1976).
- Gustavo y la actividad del radio, La Cúpula (1982).
- Gustavo Comecocometrón, con guion de Vicenç Mir, La Cúpula (1994).
- El carnaval de los ciervos, Arrebato (1984).
- Peter Pank, La Cúpula (1985).
- La muerte húmeda, Complot (1987).
- El beso secreto, La Cúpula (1987).
- Licantropunk, La Cúpula (1988).
- Mujeres fatales, La Cúpula (1990).
- La biblioteca de Turpín, Pequeño País-Altea (1990).
- Pankdinista, con Gabi, La Cúpula (1990).
- El jugador de los Dioses, Planeta-Agostini (1992).
- Como perros!, La Cúpula (1995).
- El canto del gallo, La Cúpula (1996).
- Alicia en la Ciudad Virtual, Midons (1996).
- El prolongado sueño del Sr. T, La Cúpula (1998).
- La tertulia del cuervo, "Angelitos Negros" (1999-2000).
- Bardín, el superrealista, autoeditado (1999).
- Bardín baila con la más fea, autoeditado (2000).
- Bardín, el superrealista, La Cúpula (2006).
- El piano rojo (incluye disco de Pascal Comelade), Discmedi (2008).
- Vapor, La Cúpula (2012).
- Paseo Astral, La Cúpula (2013)
- Peter Pank Integral, La Cúpula (2013)[4]
- Conversación de sombras en la villa de los papiros, La Cúpula (2013)
- ¡Oh diabólica ficción!, La Cúpula (2015)
- El tríptico de los encantados (una pantomima bosquiana), Museo Nacional del Prado (2016)
- Rey Carbón, La Cúpula (2018)[5]
- Manifiestamente anormal, La Cúpula (2020)[6]
- El laberinto del Cuco; instalación participativa, la historia está dibujada en las paredes de un laberinto. Hecho en colaboración con Companyia Itinerània (2021).
- Fiuuu & Graac, La Cúpula (2021)[7]
- La biblioteca de Turpín, La Cúpula (2024)[8][9]
- El prolongado sueño del sr. T., La Cúpula (2024)[10]

### Ilustración
Los siguientes libros recopilan el trabajo como ilustrador de Max:
- Diagramas y fascinación, Sin Nombre Ediciones (1987).
- Dibujos raros, Midons (1995).
- 74 dibujos y pico, Inrevés (2002).
- Espiasueños, La Cúpula (2003).
- Max, conversación/sketchbook, Ediciones Sins Entido (2005).
- Portada y todas las cabeceras alfabéticas para El pequeño Larousse ilustrado (2007).
- Hipnotopia, Inrevés (2008).
- Max. Panóptica 1973-2011, Kalandraka
- Cien sillones y pico, Nørdica (2015).

### Texto e ilustración
Los siguientes libros incluyen textos e ilustraciones de Max (se excluyen los libros infantiles o juveniles que se listan en el siguiente apartado):
- Órficas, Fundación Luis Cernuda (1994).
- Monólogo y alucinación del gigante blanco, Paco Caramasa & MacDiego (1996).
- Un perro en el grabado de Durero titulado "El caballero, la muerte y el diablo", escrito por Marco Denevi, Editorial Media Vaca (2006).
- Filosofía para profanos (nueve volúmenes, escritos por Maite Larrauri, publicados, Tàndem Ed.): 
El deseo según Gilles Deleuze, (2001).
La sexualidad según Michel Foucault, (2001).
La libertad según Hannah Arendt, (2002).
La guerra según Simone Weil, (2002).
La felicidad según Spinoza, (2004).
La potencia según Nietzsche, (2005).
La amistad según Epicuro, (2007).
El ejercicio según Marco Aurelio, (2009)
La educación según John Dewey, (2012).
- El regreso de Ulises, Nørdica (2014).

### Ilustración infantil o juvenil
Los siguientes libros infantiles o juveniles han sido ilustrados por Max:
- Joan Barroer escrito por Carles Riba, l’Abadía de Montserrat. (1993).
- El león y el ratón, La Galera (1993).
- La liebre y la tortuga, La Galera (1993).
- El lobo, el cerdito, el pato y la oca, La Galera (1994).
- L'ultima moda, escrito por Teresa Duran i Armengol, Abadía de Montserrat (1996).
- El Patito Feo.La Galera. Sobre texto de Mercè Escardó, adaptando el cuento clásico. También en catalán: L'Aneguet LLeig.(1997).
- Yoshi y la lluvia, escrito por Montserrat Canela, La Galera (1999).
- La sirenita, La Galera (1999).
- Poemes i cançons de Sant Jordi. Disco-libro. Publicacions de l'abadia de Montserrat.(2000).
- Juan sin miedo. La Galera. En catalán: En Pere sense por.(2000).
- Ès festa major!. La Galera, (2001).

Serie El clan de los marcianos
- 6 volúmenes: Andreu Martín, Jaume Ribera e ilustrado por Max
  - El secreto del astrónomo (2001).
  - La pirámide falsa (2001).
  - El hombre de los fritungos (2001).
  - Lavado de cerebro (2001).
  - El gas de la tontería (2002).
  - Robo en el Orient Express (2001).
- ¡Ya sale el sol!, escrito por Max, Anaya (2003).
- Todos los colores, escrito por Max, Anaya (2003).
- ¿Dónde está la nieve?, escrito por Max, Anaya (2003).
- El pla del doctor Bataverda (Cruilla, 2003)
- ¡Cuántos amigos!, escrito por Max, Anaya (2004).
- De excursión, escrito por Max, Anaya (2004).
- ¡Vaya susto!, escrito por Max, Anaya (2004).
- ¡Cuánto ruido!, escrito por Max, Anaya (2004).
- Papá, ¿qué es?, escrito por Max, Anaya (2004).
- El ruiseñor, escrito por Max, Combel Editorial (2005).
- Como la sal Combel Editorial. También en catalán: Com la sal.(2006).
- Mi primer Cid, adaptación de Ramón García Domínguez, Anaya (2006).
- El Cantar del Mio Cid, adaptación de Ramón García Domínguez, Anaya (2006).
- "Hagamos caso al tigre", poemas de Ana Merino, Anaya 2010.

En los años 90 se unió ocasionalmente a los ilustradores de la revista de juegos Líder, para la que firmó ilustraciones y portadas.

## Premios
- Premio del Saló del Còmic de Barcelona a la mejor obra por Licantropunk (1988).
- Premio de la Crítica Serra d'Or (1996).
- Premio del Saló del Còmic de Barcelona a la mejor obra por Como perros! (1996).
- Premio Nacional de Ilustración Infantil y Juvenil (Ministerio de Cultura) por L'ultima moda (1997).
- Premio del Saló del Còmic de Barcelona al mejor guion por El prolongado Sueño del Sr. T (1998).
- Premio Ignatz a la mejor serie por El prolongado Sueño del Sr. T (1999).
- Gran Premio del Saló del Còmic de Barcelona (2000).
- Premio Junceda de Ilustración, por el libro de arte Espiasueños (2004).
- Premios del Saló del Còmic de Barcelona a la mejor obra, mejor guion y mejor dibujo por Bardín, el superrealista (2007).
- Premio Nacional de Cómic y Manga de Pizarra por Bardín el Superrealista (2007)
- Premio Nacional del Cómic (Ministerio de Cultura) por Bardín, el superrealista (2007).
- Premio Gràffica 2014